# Daniel Pollack
Daniel Pollack (* 23. Januar 1935 in Los Angeles) ist ein US-amerikanischer Pianist und Musikpädagoge.

## Leben
Pollack begann seine Klavierausbildung im Alter von vier Jahren und debütierte neunjährig begleitet vom New York Philharmonic mit Frédéric Chopins Erstem Klavierkonzert. An der Juilliard School besuchte er die Klavierklasse von Rosina Lhevinne. Als Fulbright-Stipendiat setzte er seine Ausbildung an der Musikhochschule Wien bei Bruno Seidlhofer und an der Accademia Musicale Chigiana bei Guido Agosti fort. Schließlich war er einer von zwölf Pianisten, die an einer Beethoven-Spezialmeisterklasse Wilhelm Kempffs in Positano teilnehmen konnte.
Nach seiner Teilnahme am Tschaikowski-Wettbewerb in Moskau 1958 gab er Konzerte in der Sowjetunion und spielte als erster amerikanischer Pianist Aufnahmen beim Label Melodija ein. In der Folgezeit trat er als Pianist auf allen fünf Kontinenten auf, u. a. mit dem Los Angeles Philharmonic, dem Baltimore Symphony Orchestra und dem San Francisco Symphony, dem Moskauer Staatlichen Akademischen Sinfonieorchester, den Sankt Petersburger Philharmonikern, dem Royal Philharmonic Orchestra, dem Hong Kong Philharmonic Orchestra und den Sinfonieorchestern von Bogotá und Montevideo. Er gab Recitals u. a. in der Londoner Royal Festival Hall, in Haus des Wiener Musikvereins, im Concertgebouw Amsterdam, im großen Saal der Sankt Petersburger Philharmonie in Moskau und in der Carnegie Hall.
Als visiting artist unterrichtete Pollack u. a. an der Juilliard School, an der Columbia und der Yale University und an der Thornton School of Music der University of Southern California. Vielfach wirkte er als Juror an Klavierwettbewerben mit wie dem Tschaikowski-Wettbewerb, dem Concours Reine Elisabeth in Brüssel, der Gina Bachauer International Piano Competition in Salt Lake City und dem Rachmaninow-Wettbewerb in Moskau. Beim Label Naxos spielte Pollack das gesamte Werk Samuel Barbers für Klavier solo ein. Bei Four Seasons erschienen zwei CDs mit kurzen Klavierstücken der Romantik.